# Konîșce, Ratne
Konîșce (în ucraineană Конище) este un sat în comuna Prohid din raionul Ratne, regiunea Volînia, Ucraina.

## Demografie
Componența lingvistică a localității Konîșce
     Ucraineană (99,46%)
     Alte limbi (0,54%)
Conform recensământului din 2001, majoritatea populației localității Konîșce era vorbitoare de ucraineană (99,46%), existând în minoritate și vorbitori de alte limbi.